# Баббер, Тереза
Тереза Баббер (англ. Theresa Bubbear) — британская женщина-дипломат. Действующий посол Великобритании в Эстонии с сентября 2016 года. Временный поверенный в делах посольства Великобритании в Венгрии в 2015—2016 гг. Заместитель главы посольства Великобритании в Венгрии в 2012—2015 гг.

## Биография
Родилась в центре Лондона. Училась в школе в Блэкхите. Затем по программе обмена студентами организации English-Speaking Union училась год в Коннектикуте в США. Затем изучала французский и русский языки в Гёртон-колледже Кембриджского университета. Обучение включало в себя год обучения французскому языку в Гренобле и семестр в Ленинградском государственном университете.
Получила диплом юриста. Тереза Баббер изучала венгерский в 2011—2012 гг., владеет французским, русским, испанским и финским языками.
Тереза Баббер поступила в Форин-офис (FCO) в 1985 году. В 1985—1987 гг. работала сотрудником экономического сотрудничества и развития в отделе экономических отношений Форин-офиса. В 1987—1989 гг. работала третьим секретарем в посольстве Великобритании в России. В 1990—1993 гг. — вице-консул в Йоханнесбурге в Южно-Африканской Республики (ЮАР). В 1993—1995 гг. была автором кратких справок в информационном отделе Форин-офиса. В 1995—1996 гг. изучала финский язык. В 1996—2000 гг. Тереза Баббер работала вторым секретарем в посольстве Великобритании в Финляндии. В 2000—2002 гг. — глава команды кризисного менеджмента в отделе антитеррористической политики Форин-офиса. В 2002—2004 гг. — руководитель политики и проектов в отделе кадров Форин-офиса. В 2004—2007 гг. — ведущий редактор команды внутренних коммуникаций Форин-офиса. В 2007—2008 гг. была командирована в Преторию в ЮАР сотрудником миграционной службы.
В 2008—2010 гг. — заместитель главы Форин-офиса, возглавляла HR-команду.
В 2011—2012 гг. изучала венгерский язык.
Заместитель главы посольства Великобритании в Венгрии с августа 2012 года. Временный поверенный в делах посольства Великобритании в Венгрии с 2015 года до вступления в должность Иэна Линдсея в апреле 2016 года.
В марте 2016 года назначена послом Великобритании в Эстонии. Вступила в должность в сентябре 2016 года. Сменила Кристофера Холтби (Christopher Holtby).
Замужем за британским дипломатом Аланом Баббером (Alan Bubbear), с которым познакомилась в Москве. У Терезы Баббер три дочери — близнецы Кэтрин (Katharine) и Натали (Natalie) и младшая Дженни (Jenny).